# Monti Kel'terskij
I monti Kel'terskij (in russo Кельтерский хребет?; in lingua sacha: Кэлтэр сис) sono una catena montuosa della Siberia Orientale che fa parte del sistema montuoso dei monti di Verchojansk. Si trovano nella Sacha (Jacuzia), in Russia.

## Geografia
I Kel'terskij si allungano per circa 170 km nella parte sud-occidentale dei monti di Verchojansk (in direzione nord-ovest/sud-est), correndo ad arco in direzione parallela alla catena dei monti Munnijskij. Il punto più alto della catena è un picco senza nome di 2002 m. L'estremità occidentale è delimitata dalla valle del Tagyndja (ramo sorgentizio di sinistra del Beljanka), quella orientale dalla valle dell'Ėjėges (Эйэгес), tributario del Kele. Il fiume Tumara attraversa la catena nella sua parte centrale e il suo affluente destro, il Nuora, scorre lungo le pendici nord-orientali. Il fiume Ljapiske ha le sue sorgenti all'estremità occidentale della catena.